# Фокс-Лейк (Вісконсин)
Фокс-Лейк (англ. Fox Lake) — місто (англ. city) в США, в окрузі Додж штату Вісконсин. Населення — 1604 особи (2020).

## Географія
Фокс-Лейк розташований за координатами 43°33′39″ пн. ш. 88°54′49″ зх. д. / 43.56083° пн. ш. 88.91361° зх. д. (43.560908, -88.913596).  За даними Бюро перепису населення США в 2010 році місто мало площу 4,18 км², з яких 4,04 км² — суходіл та 0,14 км² — водойми.

## Демографія
Згідно з переписом 2010 року, у місті мешкало 1519 осіб у 663 домогосподарствах у складі 400 родин. Густота населення становила 363 особи/км².  Було 801 помешкання (192/км²).
Расовий склад населення:
| - 98,0 % — білих - 0,3 % — корінних американців - 0,3 % — чорних або афроамериканців - 0,3 % — азіатів |

До двох чи більше рас належало 0,5 %. Частка іспаномовних становила 2,4 % від усіх жителів.
За віковим діапазоном населення розподілялося таким чином: 20,9 % — особи молодші 18 років, 62,4 % — особи у віці 18—64 років, 16,7 % — особи у віці 65 років та старші. Медіана віку мешканця становила 42,5 року. На 100 осіб жіночої статі у місті припадало 108,4 чоловіків;  на 100 жінок у віці від 18 років та старших — 106,2 чоловіків також старших 18 років.
Середній дохід на одне домашнє господарство  становив 56 853 долари США (медіана — 50 259), а середній дохід на одну сім'ю — 68 677 доларів (медіана — 64 063). Медіана доходів становила 44 327 доларів для чоловіків та 29 423 долари для жінок. За межею бідності перебувало 14,8 % осіб, у тому числі 25,2 % дітей у віці до 18 років та 5,6 % осіб у віці 65 років та старших.
Цивільне працевлаштоване населення становило 766 осіб. Основні галузі зайнятості: виробництво — 33,7 %, освіта, охорона здоров'я та соціальна допомога — 14,1 %, роздрібна торгівля — 11,2 %.